# Genucijevi zakoni
Genucijevi zakoni (latinsko Leges Genvciae, Lex Genvcia (Genucijev zakon) ali  Lex Genvcia de feneratione (Genucijev zakon o obrestih (ali oderuštvu)) so bili zakoni, ki jih je leta 342 pr. n. št. sprejel rimski senat na predlog plebejskega konzula Lucija Genucija. 
Zakoni so vsebovali naslednja določila:
- obresti so nezakonite
- nihče ne sme zasedati istega položaja prej kot v desetih letih
- nihče ne sme biti na dveh položajih v istem letu
- oba konzula sta lahko plebejca

Prvi primer, da sta bila oba konzula plebejca, je bil leta 172 pr. n. št.. Vse omejitve, razen zadnje, so se kmalu opustile. 

## Vir
- Tit Livij, Ab Urbe Condita Libri, VII, 42.
- Gary Forsythe (2005), A Critical History of Early Rome. From Prehistory to the First Punic War, University of California Press, Berkley/Los Angeles/London, str. 272–274.